# Cimetière des Limandons
Le cimetière des Limandons est un cimetière français situé sur la commune de Thiers dans le département du Puy-de-Dôme en région Auvergne-Rhône-Alpes.
C'est le plus grand cimetière de la ville, devant le cimetière Saint-Jean.

## Description
Le cimetière des Limandons, officiellement ouvert en 1878, est situé à l'ouest du centre ancien de Thiers. Bien qu'aujourd'hui il soit bordé par de nombreuses maisons, à l'époque, le cimetière était hors de toute urbanisation.
Le cimetière couvre une surface totale de 31 400 m2 et accueille plus de 4 200 concessions et 14 600 défunts. Il est le plus grand cimetière que la ville ait connu.

## Histoire
Le cimetière a ouvert ses portes en 1878, soit quarante ans après celui de Saint-Jean. Ce dernier est rapidement plein et sa surface, bien plus faible, ne convient pas aux attentes d'une ville comme Thiers, qui en 1876, compte déjà 16 343 habitants. Alors la construction d'un cimetière, cette fois en dehors des remparts de la ville médiévale, est entamée à quelques centaines de mètres de celle-ci. Ainsi, naît la partie ancienne du cimetière des Limandons qui compte plus de 13 000 défunts et qui sera agrandi en 1978.